# معاهدة الصداقة والتعاون المتبادل بين اليمن وبريطانيا
معاهدة الصداقة والتعاون المتبادل بين اليمن وبريطانيا هي معاهدة تمت عام 11 فبراير 1934 م بين المملكة المتوكلية اليمنية وبريطانيا (مستعمرة عدن).

## الأسباب
كان الإمام يحيى حميد الدين يحاول - ضمن بسط سيطرته على البلاد اليمنية- أن يبسط سيطرته على المحميات الجنوبية فدخلت قواته الضالع للضغط على بريطانيا؛ كي تسلمه الحديدة، وليعلن عدم اعترافه بخط الحدود الذي رسمته اتفاقية بين قوتين غازيتين على أرض ليست لهما. وقد رأى الإمام أن يستعين بإيطاليا التي تحتفظ بمستعمرات في الساحل الأفريقي المقابل، فعقد اتفاقية صداقة معها عام 1926 م ولم يفت الإنجليز مغزى هذه الاتفاقية، التي شجعت الإمام على دخول سلطنة العواذل إلى جانب تدعيم قواته في الضالع والبيضاء، كما عقد معاهدة صداقة وتعاون مع الاتحاد السوفيتي في العام 1928م.
فكان رد فعل الإنجليز على تحركات الإمام هذه هو الحرب التي اشتعلت بين الطرفين عام 1928م، استخدم فيها الإنجليز الطائرات الحربية التي ألقت على الناس منشورات تهديد وقنابل دمار ألحقت الضرر في جيش الإمام وفي المدن الآمنة التي ألقيت عليها، وقد انتهت هذه الحرب بهزيمة الإمام وإجباره الدخول في مفاوضات انتهت هي الأخرى بهذه المعاهدة.
وقد انسحب الإمام فيما بعد من مناطق المحميات التي دخلها، ومع أن الإمام رفض الاعتراف بخط الحدود الذي رسمته اتفاقية بريطانيا وتركيا، إلا أنه اضطر للتسليم بالوجود البريطاني في عدن لمدة أربعين عاماً قادمة، وهي مدة الاتفاقية، على أن يتم بحث موضوع الحدود قبل انتهاء مدة هذه الاتفاقية.

## نص المعاهدة
| معاهدة الصداقة والتعاون المتبادل بين اليمن وبريطانيا | بما أن لجلالة ملك اليمن حضرة الإمام من جهة، وملك بريطانيا العظمى وإيرلنده والممالك البريطانية خلف البحار وقيصر الهند من الجهة الأخرى، رغبة في الوصول إلى معاهدة على أساس الصداقة والتعاون لمنفعة الفريقين، قد قررا عقد المعاهدة، وعينا بصفة المندوبين المفوضين: عن جلالة ملك اليمن حضرة الإمام حضرة صاحب السعادة القاضي محمد راغب بن رفيق . وعن جلالة ملك بريطانية العظمى وأيرلندة والممالك البريطانية خلف البحار وقيصر الهند وأيرلندا الشمالية حضرة صاحب السعادة اللفتنيت كولونيل برنارد رادون ريلى س. ى. أوب المحترم، اللذين بعد تبليغ أوراق تفويضهما وتحقيق صحتها على شكل حسن اتفقا على ما يأتي: - المادة الأولى: - يعترف جلالة ملك بريطانية العظمى وإيرلندة والممالك البريطانية خلف البحار وقيصر الهند باستقلال جلالة ملك اليمن حضرة الإمام ومملكته استقلالاً كاملاً مطلقاً في جميع الأمور مهما كان نوعها. - المادة الثانية: - يسود السم والصداقة بين الفريقين المتعاهدين الساميين اللذين يتعهدان بالمحافظة على حسن العلائق (العلاقات) بينهما من جميع الوجوه . - المادة الثالثة: - يؤجل البت في مسألة الحدود اليمنية إلى أن تتم مفاوضات تجري بينهما قبل انتهاء مدة هذه المعاهدة بما يوافق الفريقان المتعاهدان الساميان عليه بصورة ودية وباتفاق كامل بدون إحداث أي منازعة أو مخالفة . - وإلى أن تتم المفاوضات المشار إليها في الفقرة السالفة الذكر فالفريقان المتعاقدان الساميان يوافقان على بقاء الوضع القائم بالنسبة للحدود كما هي عليه عند تاريخ توقيع هذه المعاهدة، وأن يمنعا بكل ما لديهما من الوسائل أي تعدٍ من قواتهما جميعاً للحدود المذكورة، وأي تدخل من أتباعهما أو من جانبهما في شؤون الأهالي القاطنين في الجانب الآخر من الحدود المذكورة . - المادة الرابعة: - سيعقد الفريقان المتعاهدان الساميان بعد أن تصبح المعاهدة الحالية نافذة المفعول، وبناء على الموافقة المتبادلة، ما يلزم من المعاهدات لتنظيم الأمور التجارية والاقتصادية على أساس المبادئ الدولية العامة . - المادة الخامسة: 1. رعايا كل من الفريقين المتعاهدين الساميين الذين يرغبون في التجارة في أقاليم الفريق الآخر يكونون تابعين للقوانين والأحكام المحلية، ويتمتعون بنفس المعاملة التي يتمتع بها رعايا الدولة الأكثر رعاية . 2. كذلك سفن كل من الفريقين الساميين وشحناتها تتمتع في مواني الفريق الآخر بنفس المعاملة التي تتمتع بها سفن الدولة الأكثر رعاية وشحناتها، وتعامل ركاب تلك السفن في مواني بلاد الفريق الآخر بنفس ما يعامل به من كان في سفن الدولة الأكثر رعاية هنالك . 3. تنفيذاً لأغراض هذه المادة فإن ما يتعلق بجلالة ملك بريطانية العظمى وإيرلندة والممالك البريطانية خلف البحار وقيصر الهند . 1. كلمة (الأقاليم) ينبغي أن يعد معناها مملكة بريطانية العظمى المتحدة وإيرلندة الشمالية والهند وجميع مستعمرات جلالته والبلاد المحمية وجميع البلاد المنتدب عليها من قبل حكومة جلالته في المملكة المتحدة. 2. كلمة (رعايا) ينبغي أن يعد معناها جميع رعايا جلالته أينما سكنوا، وجميع أهالي البلاد التي تحت حماية جلالته، وكذلك جميع الشركات المؤسسة في أي بلد من بلاد جلالته تعتبر من رعايا جلالته . 3. كلمة (سفن) ينبغي أن يعد معناها جميع السفن التجارية المسجلة في أي بلد من بلاد اتحاد الشعوب البريطانية . - المادة السادسة: - هذه المعاهدة تكون أساساً لكل الاتفاقيات التي ستعقد بعد ذلك بين الفريقين المتعاهدين الساميين حالياً ومستقبلاً بقصد تقوية الود والصداقة، وتعهد الفريقان المتعاهدان الساميان بعدم تقديم المساعدة لأي عمل موجه ضد الود والصداقة المخلصة القائمة بينهما أو التستر عليه . - المادة السابعة: - يصدق على هذه المعاهدة بأسرع وقت ممكن بعد التوقيع، وتتبادل وثائق التصديق في صنعاء، ويعمل بها من تاريخ تبادل التصديق وتبقى معمولاً بها لمدة "أربعين سنة" وتقريراً لذلك وقع المندوبان المفوضان المشار إليهما إمضاءهما على المعاهدة الحاضرة، وقد كتبت هذه المعاهدة من نسختين باللغتين الإنجليزية والعربية، وإذا نشأت شكوك في تفسير شيء من هذه المواد فالفريقان المتعاهدان الساميان يعتمدان النص العربي. حررت في صنعاء اليمن في يوم 26 شوال سنة 1353 هـ الموافق 11 فبراير سنة 1934 م . | معاهدة الصداقة والتعاون المتبادل بين اليمن وبريطانيا |